# Kupa e Shqipërisë 2022-2023
La Kupa e Shqipërisë 2022-2023 è stata la 71ª edizione della coppa nazionale albanese, iniziata il 15 settembre 2022 e terminata il 1º giugno 2023.
L'Egnatia ha conquistato il trofeo per la prima volta nella sua storia, battendo in finale il Tirana.

## Formula
La competizione si svolge in turni ad eliminazione diretta con partite di andata e ritorno, tranne il turno preliminare e la finale che si giocano in gara unica. La squadra vincitrice si qualifica alla UEFA Europa Conference League 2023-2024.

## Turno preliminare
Partecipano a questo turno 4 squadre provenienti dalla Kategoria e Dytë.
| 15 settembre 2022 |       |         |
| Veleçiku          | 3 – 0 | Murlani |
| Devolli           | 5 – 1 | Sopoti  |

## Primo turno
Partecipano a questo turno 32 squadre: 2 vincitrici del turno preliminare, 10 provenienti dalla Kategoria Superiore, 16 dalla Kategoria e Parë e 4 dalla Kategoria e Dytë.
| Squadra 1                           | Totale | Squadra 2        | Andata | Ritorno     |
| ----------------------------------- | ------ | ---------------- | ------ | ----------- |
| 25 settembre 2022 / 12 ottobre 2022 |        |                  |        |             |
| Besëlidhja                          | 1 – 2  | Apolonia Fier    | 0 – 1  | 1 – 1       |
| 26 settembre 2022 / 11 ottobre 2022 |        |                  |        |             |
| Pogradeci                           | 1 – 10 | Bylis Ballsh     | 0 – 3  | 1 – 7       |
| Devolli                             | 0 – 7  | Laçi             | 0 – 2  | 0 – 5       |
| Luzi 2008                           | 0 – 2  | Teuta            | 0 – 0  | 0 – 2       |
| 26 settembre 2022 / 12 ottobre 2022 |        |                  |        |             |
| Flamurtari Valona                   | 2 – 4  | Vllaznia         | 2 – 1  | 0 – 3 (dts) |
| Kastrioti                           | 1 – 0  | Vora             | 1 – 0  | 0 – 0       |
| Besa Kavajë                         | 1 – 4  | Korabi           | 1 – 1  | 0 – 3       |
| Labëria                             | 0 – 5  | Kukësi           | 0 – 3  | 0 – 2       |
| Turbina Cërrik                      | 1 – 6  | Erzeni           | 1 – 2  | 0 – 4       |
| 26 settembre 2022 / 11 ottobre 2022 |        |                  |        |             |
| Butrinti                            | 0 – 4  | Dinamo Tirana    | 0 – 1  | 0 – 3       |
| Lushnja                             | 4 – 3  | Tërbuni Pukë     | 2 – 0  | 2 – 3 (dts) |
| 26 settembre 2022 / 12 ottobre 2022 |        |                  |        |             |
| Veleçiku                            | 2 – 5  | Tirana           | 0 – 3  | 2 – 2       |
| Oriku                               | 0 – 2  | Partizani Tirana | 0 – 0  | 0 – 2       |
| Shkumbini                           | 0 – 6  | Egnatia          | 0 – 3  | 0 – 3       |
| Maliqi                              | 1 – 8  | Skënderbeu       | 1 – 5  | 0 – 3       |
| Burreli                             | 2 – 5  | Tomori           | 2 – 1  | 0 – 4 (dts) |

## Secondo turno
| Squadra 1                         | Totale | Squadra 2        | Andata | Ritorno |
| --------------------------------- | ------ | ---------------- | ------ | ------- |
| 17 gennaio 2023 / 2 febbraio 2023 |        |                  |        |         |
| Lushnja                           | 0 – 4  | Tirana           | 0 – 3  | 0 – 1   |
| Korabi                            | 1 – 6  | Partizani Tirana | 1 – 3  | 0 – 2   |
| Dinamo Tirana                     | 1 – 3  | Kastrioti        | 1 – 3  | 0 – 0   |
| Tomori                            | 2 – 5  | Laçi             | 1 – 3  | 1 – 2   |
| 17 gennaio 2023 / 3 febbraio 2023 |        |                  |        |         |
| Bylis Ballsh                      | 1 – 3  | Vllaznia         | 0 – 2  | 1 – 1   |
| 18 gennaio 2023 / 2 febbraio 2023 |        |                  |        |         |
| Apolonia Fier                     | 0 – 5  | Kukësi           | 0 – 0  | 0 – 5   |
| Skënderbeu                        | 1 – 2  | Egnatia          | 0 – 1  | 1 – 1   |
| 18 gennaio 2023 / 3 febbraio 2023 |        |                  |        |         |
| Erzeni                            | 1 – 2  | Teuta            | 1 – 1  | 0 – 1   |

## Quarti di finale
| Squadra 1                        | Totale | Squadra 2        | Andata | Ritorno |
| -------------------------------- | ------ | ---------------- | ------ | ------- |
| 28 febbraio 2023 / 14 marzo 2023 |        |                  |        |         |
| Kastrioti                        | 3 – 6  | Tirana           | 1 – 4  | 2 – 2   |
| 28 febbraio 2023 / 15 marzo 2023 |        |                  |        |         |
| Egnatia                          | 3 – 0  | Laçi             | 0 – 0  | 3 – 0   |
| 1º marzo 2023 / 14 marzo 2023    |        |                  |        |         |
| Teuta                            | 3 – 2  | Kukësi           | 2 – 0  | 1 – 2   |
| 1º marzo 2023 / 15 marzo 2023    |        |                  |        |         |
| Vllaznia                         | 3 – 2  | Partizani Tirana | 3 – 1  | 0 – 1   |

## Semifinali
| Squadra 1                       | Totale | Squadra 2 | Andata | Ritorno |
| ------------------------------- | ------ | --------- | ------ | ------- |
| 26 aprile 2023 / 10 maggio 2023 |        |           |        |         |
| Vllaznia                        | 1 – 2  | Egnatia   | 1 – 1  | 0 – 1   |
| Tirana                          | 3 – 0  | Teuta     | 3 – 0  | 0 – 0   |

## Finale
| Arbitro: | Enea Jorgji |

|  |           |              |
|  | Marcatori | 114’ Jackson |